# Terence Davis
 Terence B. Davis II (nascido em 16 de maio de 1997) é um americano jogador de basquete profissional que atualmente joga no Sacramento Kings da National Basketball Association (NBA). Ele jogou basquete universitário na Universidade do Mississippi.

## Vida pregressa
Davis é filho de Trinita Smith e Terence Davis, Sr. e começou a jogar basquete aos seis anos de idade. Ele se tornou um importante jogador de futebol americano na Southaven High School como wide receiver.
Davis ganhou 20 ofertas de bolsas de estudo das principais universidades para jogar futebol americano, mas optou por jogar basquete na faculdade.

## Carreira na faculdade
Davis jogou pouco como calouro na Universidade do Mississippi tendo médias de 1,9 pontos e 6,9 minutos por jogo. Escutando os conselhos do treinador Andy Kennedy, ele melhorou acentuadamente no segundo ano. Ele teve uma média de 14,9 pontos e 5,3 rebotes por jogo nesse ano. Em sua terceira temporada, Davis liderou a equipe com 13,8 pontos, 6,2 rebotes e 2,1 assistências por jogo.
Após a temporada, Kennedy foi demitido e Kermit Davis foi escolhido como novo treinador. Em seu último ano, Davis teve 15,2 pontos, 5,8 rebotes e 3,5 assistências por jogo. Ele foi nomeado Jogador da Semana da SEC depois de registrar 27 pontos e 12 rebotes em uma vitória sobre Auburn em 9 de janeiro de 2019. Davis foi nomeado para a Segunda-Equipe da SEC.
Após a temporada, Davis participou do Portsmouth Invitational Tournament e foi nomeado para a Equipe do Torneio.

## Carreira profissional
Depois de não ser selecionado no Draft de 2019, Davis se juntou ao Denver Nuggets para a Summer League.
Em 11 de julho de 2019, Davis assinou um contrato de dois anos com o Toronto Raptors, com garantia total no primeiro ano.
Em 22 de outubro de 2019, Davis fez sua estreia na NBA, em uma vitória por 130–122 sobre o New Orleans Pelicans com cinco pontos, cinco rebotes, duas assistências e dois roubos de bola. Em 20 de novembro, Davis apresentou números impressionantes na vitória por 113-97 sobre o Orlando Magic, registrando 19 pontos e 8 rebotes. Em 8 de janeiro, em seu primeiro jogo como titular da carreira, Davis registrou 23 pontos, 11 rebotes e 5 assistências, levando os Raptors a uma vitória por 112-110 contra o Charlotte Hornets. Em 2 de fevereiro de 2020, Davis marcou 31 pontos, o recorde de sua carreira, contra o Chicago Bulls. 
Durante o hiato da NBA, ele ficou treinando em Miami. Incluindo os jogos da Bolha da NBA, Davis foi o único jogador dos Raptors a jogar todos os 72 jogos da temporada regular na temporada de 2019-20. Em 15 de setembro de 2020, Davis foi nomeado para a Segunda-Equipe de Novatos da NBA.

## Estatísticas

### NBA

#### Temporada regular
| Ano     | Equipe  | PJ | PT | MPJ  | AP   | 3P   | LL   | RT  | AS  | BR | TO | PPJ |
| ------- | ------- | -- | -- | ---- | ---- | ---- | ---- | --- | --- | -- | -- | --- |
| 2019–20 | Toronto | 72 | 4  | 16.8 | .456 | .388 | .864 | 3.3 | 1.6 | .5 | .2 | 7.5 |

#### Playoffs
| Ano  | Equipe  | PJ | PT | MPJ  | AP   | 3P   | LL    | RT  | AS  | BR | TO | PPJ |
| ---- | ------- | -- | -- | ---- | ---- | ---- | ----- | --- | --- | -- | -- | --- |
| 2020 | Toronto | 6  | 0  | 14.0 | .483 | .421 | 1.000 | 2.2 | 1.2 | .2 | .0 | 7.2 |

### Universitário
| Ano      | Equipe   | PJ  | PT | MPJ  | AP   | 3P   | LL   | RT  | AS  | BR  | TO | PPJ  |
| -------- | -------- | --- | -- | ---- | ---- | ---- | ---- | --- | --- | --- | -- | ---- |
| 2015–16  | Ole Miss | 20  | 0  | 6.6  | .433 | .273 | .368 | .9  | .3  | .4  | .1 | 1.8  |
| 2016–17  | Ole Miss | 36  | 26 | 25.3 | .482 | .333 | .723 | 5.3 | 1.8 | 1.4 | .5 | 14.9 |
| 2017–18  | Ole Miss | 32  | 24 | 27.3 | .407 | .317 | .720 | 6.2 | 2.1 | .9  | .9 | 13.8 |
| 2018–19  | Ole Miss | 33  | 32 | 31.0 | .444 | .371 | .772 | 5.8 | 3.5 | 1.6 | .6 | 15.2 |
| Carreira | Carreira | 121 | 82 | 22.5 | .441 | .323 | .645 | 4.5 | 1.9 | 1.0 | .5 | 11.4 |

Fonte: